# Оба, Минако
Минако Оба (яп. 大庭 みな子 О:ба Минако, 11 ноября 1930 года — 24 мая 2007 года) — японская писательница, поэтесса, феминистка, литературный и социальный критик. Настоящее имя записывается иероглифами 美奈子. Автор более десяти романов и сборников рассказов, многочисленных критических эссе, сборника стихотворений, двух пьес и сочинений, написанных в других жанрах, включая переложения на современный японский язык классической литературы. С 1987 по 1997 годы входила в состав жюри премии Акутагавы. Основные сочинения: «Музей рухляди» (がらくた博物館, 1975, Литературная премия за лучшее женское произведение), «Бесформенность» (寂兮寥兮, 1982, премия Танидзаки), «Пение птиц» (啼く鳥の, 1986, премия Номы), исследование «Цуда Умэко» (津田梅子, 1991, премия Ёмиури) и др.

## Биография
Родилась в Токио в семье военного врача. Выросла в Хиросиме. После атомной бомбардировки Хиросимы была мобилизована в спасательный отряд и принимала участие в оказании помощи хибакуся. Юношеские впечатления от пережитого в разрушенной Хиросиме стали отправной точкой её художественного творчества.
В 1949 году поступила на отделение английской литературы филологического факультета колледжа Цуда (Токио), являвшегося одним из наиболее прогрессивных женских высших учебных заведения Японии того времени. В том же году познакомилась со своим будущим супругом Тосио Оба, с которым они поженились в 1955 году через два года после окончания Оба колледжа Цуда.
После замужества с 1959 по 1971 год жила на Аляске в рыбацком городке Ситка, куда в качестве представителя совместного целлюлозного предприятия Японии и Аляски был командирован её муж. К годам пребывания на Аляске относятся первые литературные опыты. В 1962 году поступила в Висконсинский университет на факультет изобразительного искусства, где изучала живопись. После окончания 4-годичной программы Оба продолжила своё художественное образование в Вашингтонском университете (Сиэтл). В 1967 году, вскоре после возвращения в Ситку, Оба написала рассказ «Три краба» (яп. 三匹の蟹 самбики но кани), который был удостоен премии Акутагавы и премии журнала «Гундзо» для дебютантов, что положило начало литературной карьере писательницы.
В 1996 году перенесла инсульт. Левая половина тела осталась парализованной. Продолжала писать при помощи мужа, записывавшего текст под её диктовку. 24 мая 2007 года после того, как отказали почки, писательница была госпитализирована и скончалась в тот же день. Муж Тосио после смерти супруги опубликовал очерк «Медовый месяц перед смертью» (яп. 終わりの蜜月 овари но мицугэцу, досл. «финальный медовый месяц»), посвященный последним годам их совместной жизни. В мае 2009 года издательством «Кэйдзай симбун» началась публикация полного собрания сочинений Минако Оба в 25 томах. Посмертно также были опубликованы последние рассказы и эссе, вошедшие в сборник «Узоры ветра на песке» (яп. 風紋 кадзэмон, узоры ветра), а также начатый до инсульта и оставшийся незавершённым роман «Озеро Ситири» (яп. 七里湖 ситири-мидзууми).

## Издания на русском языке
- Оба Минако. «Три краба». Пер. с яп. З. Рахима // Японская новелла 1960-1970. — М.: Прогресс, 1972. — С. 206—237.